# Stefan Königer
Stefan Königer (* 2. Mai 1963 in Sonthofen) ist ein ehemaliger deutscher Eishockeyspieler. Er spielte als Stürmer und Verteidiger in der Eishockey-Bundesliga.

## Laufbahn
Königer spielte in der Eishockey-Bundesliga für die Düsseldorfer EG, den Mannheimer ERC, den Schwenninger ERC und den Krefelder EV. Ferner war in der DEL für die Frankfurt Lions aktiv. Mit der DEG wurde er 1990 Deutscher Eishockeymeister und im vorherigen Jahr Vizemeister. In Mannheim gelangen ihm von 1990 bis 1992 als Verteidiger in 63 Spielen sieben Scorerpunkte. 1995 beendete er in Frankfurt am Main seine Laufbahn. Er arbeitet heute als Golflehrer.